# Killer di Daytona Beach
Il Killer di Daytona Beach è stato un assassino seriale non identificato responsabile degli omicidi di quattro donne, avvenuti nell'area di Daytona Beach, dal 26 dicembre 2005 all'11 dicembre 2007. L'assassino non venne mai arrestato. Si iniziò a ipotizzare il coinvolgimento di un serial killer dopo la scoperta delle prime tre vittime.

## Le vittime
La prima fu la quarantacinquenne, Laquetta Gunther, ritrovata in un vicolo di Daytona Beach, il 26 dicembre 2005. Sulla scena del crimine furono ritrovate tracce di DNA, probabilmente appartenenti all'assassino. La seconda fu una donna di 34 anni, Julie Green, ritrovata il 14 gennaio 2006. Ad entrambe venne sparato alla testa. Sul luogo furono individuate solo tracce di pneumatico di marca Taurus o Sable del 2003, ma nel secondo assassinio, niente DNA. Solo un mese più tardi, il 24 febbraio 2006, la polizia trovò il corpo di Iwana Patton di 35 anni, riverso in una strada infangata. Anche in questo caso le avevano sparato, e probabilmente aveva lottato contro il suo aggressore. Fu ritrovato sia del DNA che un bossolo, consentendo alla polizia di identificare la marca e il modello della pistola utilizzata dal serial killer. Le autorità ricevettero una chiamata anonima che descriveva il luogo dove si trovava il corpo della Patton. Chi fece la chiamata venne rintracciato ed interrogato, ma non fu ritenuto sospettabile. La polizia ritenne che le vittime avevano accompagnato volontariamente l'assassino, probabilmente con un veicolo,  successivamente uccise e gettate nella stessa zona di Daytona Beach. Il killer non cercò di nascondere i corpi.
I resti di Stacey Charlene Gage, 30 anni, furono ritrovati il 2 gennaio 2008. Le avevano sparato in testa.  La polizia stabilì venne uccisa l'11 dicembre 2007.  La polizia si accorse in seguito che le circostanze della morte erano simili a quelle delle prime tre vittime.  Comunque, a differenza delle prime tre, la Gage non aveva precedenti per prostituzione, tuttavia, aveva avuto problemi con la droga. Il camioncino con il quale la Gage guidava la sera della scomparsa fu poi ritrovato qualche tempo dopo.

## Altre possibili vittime
Nell'ottobre 2006, il corpo della prostituta Lisa Marie French, 39 anni, fu ritrovato a Sanford, in Florida. La polizia, prima, affermò che era stata strangolata, ma l'autopsia fu inconcludente riguardo alle vere cause della morte. Il capo della polizia di Daytona Beach, Mike Chitwood, da allora ha dichiarato che, secondo lui, la French non fu vittima di un delitto.
L'Orlando Sentinel scrisse che "Secondo l'FBI, i quattro delitti sono tra gli 28 omicidi avvenuti in Florida ancora irrisolti. Per l'FBI sono opera di camionisti che percorrono lunghe tratte. Questi delitti ne comprendono ben 19 compiuti lungo il corridoio dell'interstatale 4 tra Tampa e Daytona Beach...", ma è anche risaputo che " ... tutti i dipartimenti di polizia locali eccetto uno smentiscono l'ipotesi di un serial killer." Il Sentinel identificò come due potenziali vittime, Regan Kendall, il cui corpo fatto a pezzi fu ritrovato vicino all'Osceola Parkway e Boggy Creek Road nella Contea di Osceola nel luglio 2006, e Kelly Lanthorne, ritrovata nella Contea di Orange.

## Tentativi di risolvere il caso
Successivamente al ritrovamento delle prime tracce di DNA, il dipartimento di polizia di Daytona Beach tentò di individuare il killer attraverso posti di blocco, fermando e raccogliendo campioni di DNA da motociclisti che corrispondessero al profilo dell'assassino, "un uomo bianco, dall'aspetto pulito e probabilmente sposato o fidanzato". Questi tentativi continuarono per diversi mesi a partire dal febbraio 2008. Tutto il materiale raccolto venne portato in laboratorio ma non vi fu corrispondenza con nessuno dei campioni prelevati. Le indagini si chiusero portando ad un nulla di fatto.